# روبيرتو روسيتي
روبيرتو روسيتي (بالإيطالية: Roberto Rosetti)‏، من مواليد 18 سبتمبر 1967 في تورينو في إيطاليا، حكم كرة قدم إيطالي.

## كأس العالم 2006
بدا روسيتي المسيرة التحكيمية الكبيرة في كأس العالم 2006، وفي دور المجموعات أدار مباراة منتخب باراغواي ومنتخب ترينيداد وتوباغو، وأدار مباراة منتخب الأرجنتين مع منتخب صربيا والجبل الأسود، وأدار مباراة منتخب المكسيك ومنتخب إيران.
في الدور الثاني، أدار مباراة منتخب فرنسا لكرة القدم ومنتخب إسبانيا لكرة القدم. بعدها لم تسند أي مباراة أخرى للإيطالي في هذه البطولة.

## كأس امم أوروبا 2008
كانت من أفضل بطولات روسيتي على الإطلاق حيث قاد العديد من المباريات الناجحة كانت اولها المباراة الافتتاحية للبطولة بين منتخب سويسرا ومنتخب التشيك، وقاد أيضاً مباراة أخرى في دور المجموعات بين منتخب اليونان ومنتخب روسيا. ومن أهم مباريات روسيتي على الإطلاق هو قيادة نهائي كأس الأمم الأوروبية لكرة القدم 2008، والتي جمعت بين منتخبي ألمانيا وإسبانيا وانتهت بفوز إسبانيا 1-0.
بعدها تم اختياره ليكون حكماً لمباراة الدور ربع النهائي بين منتخبي كرواتيا وتركيا.

## كأس العالم 2010
و شارك أيضا في كأس العالم لكرة القدم 2010 وقاد في دور المجموعات مباراة منتخب أستراليا ومنتخب غانا، وفي هذه المباراة قام بطرد اللاعب الأسترالي هاري كيويل ومنح ركلة جزاء للفريق الغاني.
كانت المباراة الثانية لروسيتي في المونديال الإفريقي هي في الدور الثاني للبطولة حيث قام بتحكيم مباراة منتخب الأرجنتين ومنتخب المكسيك وفي هذه المباراة قام باحتساب هدف من تسلل واضح لمصلحة اللاعب الأرجنتيني كارلوس تيفيز، وبعد انتهاء الدور الثاني قام الفيفا بإزالة روسيتي من قائمة حكام البطولة الذين سيستمرون في الأدوار المقبلة وانتهت مسيرة هذا الحكم الكبير بالفشل في هذه البطولة.

## الاعتزال
في يوم 8 يوليو من عام 2010 أعلنت وسائل الإعلام اعتزال الحكم الإيطالي روبيرتو روسيتي رسمياً عن تحكيم مباريات كرة القدم، وبهذا أنهى روسيتي مسيرته التحكيمية بخطا تحكيمي كبير في إحدى بطولات كأس العالم.

## بعد الاعتزال
بعدما صدر قرار الاعتزال خرج روسيتي لوسائل الإعلام ليوضح أن قرار الاعتزال كان قبل بداية بطولة كأس العالم، وأن قرار إزالته من قائمة الحكام في المونديال ليس هو السبب.
يذكر أن روسيتي سوف يتولى منصب منسق الحكام في الدوري الإيطالي الدرجة الثانية.